# Лозниця (футбольний клуб)
Футбольний клуб «Лозниця» або просто «Лозниця» (серб. Фудбалски клуб Лозница) — професійний сербський футбольний клуб з міста Лозниця.

## Відомі гравці
Список гравців:
- Деян Белич
- Маріо Божич
- Ранко Деспотович
- Йоакім Дуляй
- Предраг Гаїч
- Александар Ілич
- Александар Івош
- Саша Йосипович
- Іван Йованович
- Матея Кежман
- Неманья Коїч
- Перо Косич
- Момчило Максимович
- Драган Мічич
- Мирослав Міланович
- Младен Милинкович
- Душко Обрадович
- Владика Петрович
- Милорад Савич-Зеко
- Небойша Савич
- Горан Спремич
- Владимир Стойкович
- Миодраг Стошич
- Веролюб Шиляк
- Васелько Тривунович
- Небойша Войводич
- Светозар Вукашинович